# Campionati europei di ciclismo su strada 2018
I Campionati europei di ciclismo su strada 2018 si svolsero a Glasgow, in Scozia, dal 5 al 12 agosto per gli Elite e a Brno, in Repubblica Ceca, dal 12 al 15 luglio per Junior e Under-23. Per la prima volta le competizioni Elite fecero parte della manifestazione multisportiva dei Campionati europei.

## Medagliere
| Pos.   | Nazione     | Oro | Argento | Bronzo | Totale |
| ------ | ----------- | --- | ------- | ------ | ------ |
| 1      | Italia      | 4   | 1       | 2      | 7      |
| 2      | Belgio      | 3   | 1       | 1      | 5      |
| 3      | Paesi Bassi | 2   | 4       | 0      | 6      |
| 4      | Svizzera    | 1   | 1       | 0      | 2      |
| 5      | Rep. Ceca   | 1   | 0       | 1      | 2      |
| 6      | Russia      | 1   | 0       | 0      | 1      |
| 7      | Germania    | 0   | 2       | 4      | 6      |
| 8      | Spagna      | 0   | 1       | 2      | 3      |
| 9      | Francia     | 0   | 1       | 0      | 1      |
| 9      | Slovenia    | 0   | 1       | 0      | 1      |
| 11     | Polonia     | 0   | 0       | 1      | 1      |
| 11     | Austria     | 0   | 0       | 1      | 1      |
| Totale | Totale      | 12  | 12      | 12     | 36     |

## Sommario degli eventi
| Eventi                 | Oro                        | Tempo    | Argento                          | Tempo   | Bronzo                         | Tempo   |
| Uomini Elite           |                            |          |                                  |         |                                |         |
| Gara in linea dettagli | Matteo Trentin Italia      | 5h50'02" | Mathieu van der Poel Paesi Bassi | s.t.    | Wout Van Aert Belgio           | s.t.    |
| Cronometro dettagli    | Victor Campenaerts Belgio  | 53'38"   | Jonathan Castroviejo Spagna      | a 1"    | Maximilian Schachmann Germania | a 27"   |
| Donne Elite            |                            |          |                                  |         |                                |         |
| Gara in linea dettagli | Marta Bastianelli Italia   | 3h28'15" | Marianne Vos Paesi Bassi         | s.t.    | Lisa Brennauer Germania        | a 2"    |
| Cronometro dettagli    | Ellen van Dijk Paesi Bassi | 41'39"   | Anna van der Breggen Paesi Bassi | a 2"    | Trixi Worrack Germania         | a 1'09" |
| Uomini Under-23        |                            |          |                                  |         |                                |         |
| Gara in linea dettagli | Marc Hirschi Svizzera      | 3h58'14" | Victor Lafay Francia             | s.t.    | Fernando Barceló Spagna        | s.t.    |
| Cronometro dettagli    | Edoardo Affini Italia      | 29'26"   | Izidor Penko Slovenia            | a 26"   | Markus Wildauer Austria        | a 32"   |
| Donne Under-23         |                            |          |                                  |         |                                |         |
| Gara in linea dettagli | Nikola Nosková Rep. Ceca   | 3h31'47" | Aafke Soet Paesi Bassi           | a 3'49" | Letizia Paternoster Italia     | a 7'15" |
| Cronometro dettagli    | Aafke Soet Paesi Bassi     | 33'24"   | Lisa Klein Germania              | a 1'05" | Nikola Nosková Rep. Ceca       | a 1'08" |
| Uomini Junior          |                            |          |                                  |         |                                |         |
| Gara in linea dettagli | Remco Evenepoel Belgio     | 3h15'19" | Alexandre Balmer Svizzera        | a 9'44" | Carlos Rodriguez Cano Spagna   | a 9'46" |
| Cronometro dettagli    | Remco Evenepoel Belgio     | 29'51"   | Ilan Van Wilder Belgio           | a 24"   | Antonio Tiberi Italia          | a 40"   |
| Donne Junior           |                            |          |                                  |         |                                |         |
| Gara in linea dettagli | Aigul Gareeva Russia       | 2h28'29" | Vittoria Guazzini Italia         | a 6'01" | Hannah Ludwig Germania         | s.t.    |
| Cronometro dettagli    | Vittoria Guazzini Italia   | 17'00"   | Hannah Ludwig Germania           | a 8"    | Marta Jaskulska Polonia        | a 11"   |